# Catalina de Siena
Catalina di Jacopo di Benincasa, conocida como Catalina de Siena (Siena, 25 de marzo de 1347-Roma, 29 de abril de 1380), fue una laica dominica (terciaria) y mística venerada como santa en la Iglesia católica. Tuvo gran influencia en la política papal e italiana a través de su numerosa correspondencia y apoyo activo. La Santa Sede la reconoce como copatrona de Europa e Italia y doctora de la Iglesia gracias a su extensa obra teológica. También se reconoce su influencia sobre la literatura italiana. 
Considerada una de las grandes místicas de su tiempo (siglo XIV), destacó asimismo su faceta de predicadora y escritora, así como su decisiva contribución al regreso del papado a Roma tras el exilio de Aviñón. Es una santa muy venerada y popular en fundaciones, iglesias y santuarios de la Orden dominicana. 
Nacida y criada en Siena, Catalina quiso desde una temprana edad dedicarse a Dios, en contra de la voluntad de sus padres. Se unió a las «manteladas», un grupo de mujeres piadosas, principalmente viudas, dedicadas informalmente a la espiritualidad dominicana. Posteriormente estos tipos de grupos piadosos se habrían de formalizar como la Tercera orden de Santo Domingo, aunque solo después de la muerte de Catalina. La influencia que ejerció Catalina sobre el papa Gregorio XI jugó un papel en la decisión de este de dejar Aviñón y regresar a Roma. El papa envió luego a Catalina a negociar la paz con Florencia. Tras la muerte de Gregorio en marzo de 1378 y el acuerdo de paz (julio de 1378), Catalina retornó a Siena, donde dictó a sus secretarios su tratado espiritual, el Diálogo de la Divina Providencia. El gran cisma de occidente llevó a Catalina a visitar al papa en Roma. Envió numerosas letras a príncipes y cardenales para promover la obediencia al papa Urbano VI y a defender lo que llamaba el «navío de la Iglesia». Murió el 29 de abril de 1380, agotada por su rigoroso ayuno. Urbano VI celebró su funeral y entierro en la Basílica de Santa María sobre Minerva en Roma. 
La devoción alrededor de Catalina de Siena se desarrolló rápidamente tras su muerte. El papa Pío II la canonizó en 1461, y fue declarada santa patrona de Roma en 1866 por el papa Pío IX, y de Italia (junto con Francisco de Asís) en 1939 por el papa Pío XII. Fue la segunda mujer en ser declarada «doctora de la Iglesia», el 4 de octubre de 1970 por el papa Pablo VI, solo unos días después de Teresa de Ávila. En 1999, el papa Juan Pablo II la proclamó santa (co)patrona de Europa.

## Biografía

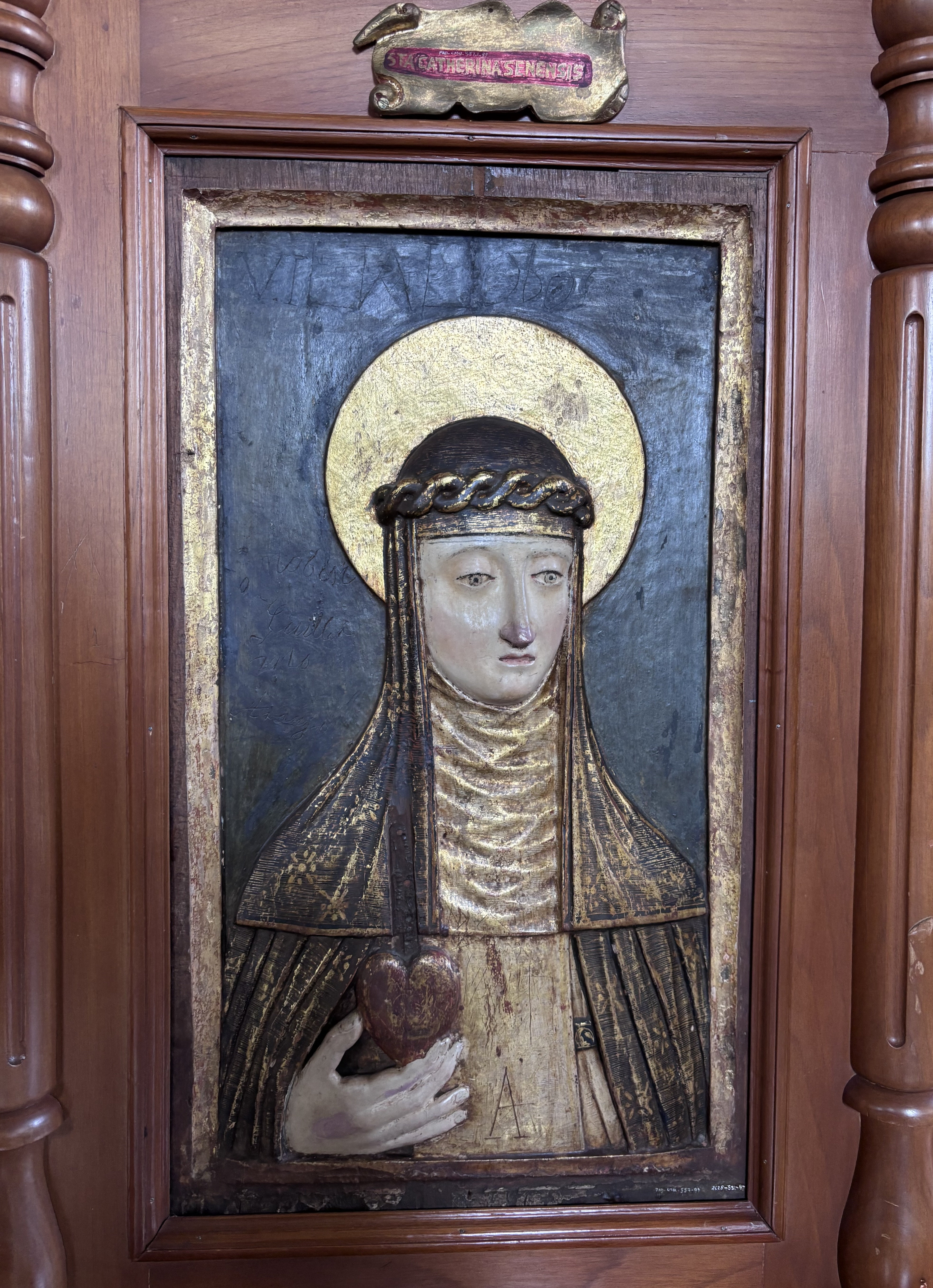
Catalina de Siena, obra de Diego de Robles (c. XVI). Refectorio del Convento de Santo Domingo, Quito.

Catalina fue hija de Jacobo Benincasa y de Lapa di Puccio di Piagente (o Piacenti), hija de un poeta local. Sus padres formaron una familia muy numerosa: cuando Catalina y su hermana gemela Giovanna nacieron, su madre tenía cuarenta años y ya había dado a luz veintidós hijos, de los que la mitad murieron pronto. Giovanna fue entregada a una nodriza y falleció poco después; Catalina fue amamantada por su madre y se convirtió en una niña sana, aunque el conocimiento posterior de tal suceso le impactó psicológicamente. Al año siguiente, durante la epidemia de peste negra que asoló Europa, tuvo lugar el último parto, otra hija a la que llamaron Giovanna. Aquella de sus hermanas mayores a quien más amaba falleció a su vez durante un parto, hecho que desde entonces causará pavor a Catalina y que habría marcado su curso vital.
Fue bautizada como Catalina Benincasa, pertenecía a una familia de la clase media-baja de la sociedad, compuesta básicamente por tintoreros y notarios, conocida como "la fiesta de los 12", quienes entre una revolución y otra, gobernaron en la república de Siena desde 1355 hasta 1368.
De pequeña era tan alegre que sus hermanos la apodaron Eufrosina (en griego, Alegría). Catalina no tuvo una educación formal; pero según su biógrafo a los cinco años tuvo una primera visión de Cristo y a tan temprana edad empezó su gusto por la soledad y la oración, y a la edad de siete años, se consagró a la mortificación e hizo voto de castidad. A los doce años sus inadvertidos padres comenzaron a hacer planes de matrimonio para Catalina, pero ella reaccionó cortándose todo el cabello y encerrándose con un velo sobre su cabeza. Con el objetivo de persuadirla, sus padres la obligaron a realizar fatigosas tareas domésticas, sin embargo Catalina se encerró más en sí misma, aún más convencida. Solo un suceso inusual, una paloma que se posó en la cabeza de Catalina mientras oraba, convenció a Jacobo de la sincera vocación de su hija. 
A los dieciocho años tomó el hábito de la Orden Tercera de los dominicos. Se sometía al cilicio (hoy visible en la iglesia de Santa Catalina de la Noche, parte del complejo de Santa María de la Escala) y a prolongados períodos de ayuno, solo alimentada por la Eucaristía. En esta primera fase de su vida, estas prácticas eran llevadas a cabo en solitario. El historiador Rudolph Bell ha señalado, con base en sus investigaciones, que los ayunos de Catalina indican anorexia nerviosa, patología que conduciría finalmente a su prematuro fallecimiento.
Seguramente en los carnavales de 1366, en la basílica de Santo Domingo de Siena, vivió lo que describió en sus cartas como un matrimonio místico con Jesús. Tuvo diversas visiones como la de Jesucristo en su trono con San Pedro y San Pablo, después de las cuales comenzó a enfermar cada vez más y a demostrar aún más su amor a los pobres. Este mismo año murió su padre y en Siena se inició un golpe de Estado. 

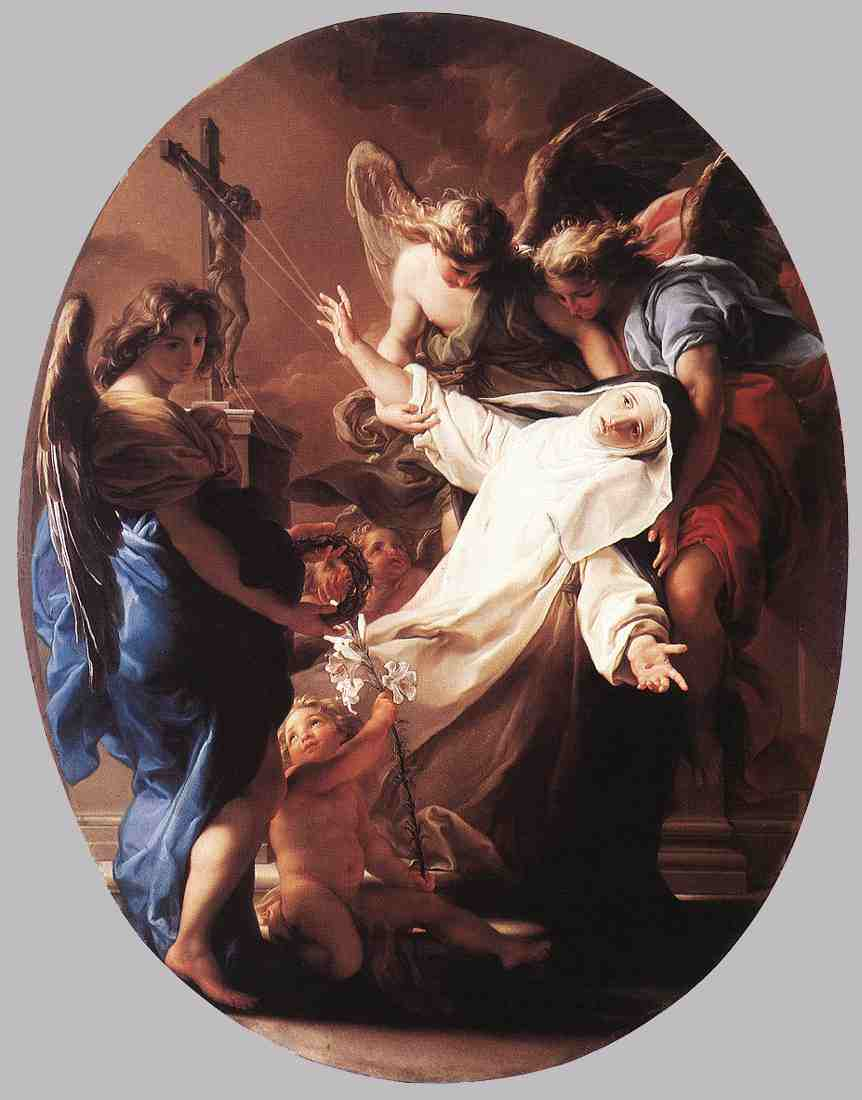
Éxtasis de santa Catalina ante el crucifijo, obra de Pompeo Batoni.

Sus hagiógrafos sostienen que en 1370 recibió una serie de visiones del infierno, el purgatorio y el Cielo, en las que escuchó una voz que le mandaba salir de su retiro y entrar en la vida pública. Comenzó a escribir cartas a hombres y mujeres de todas las condiciones y mantuvo correspondencia con las principales autoridades de los actuales territorios de Italia, en la que rogaba por la paz entre las repúblicas de Italia y el regreso del papa a Roma desde Aviñón. Mantuvo de hecho correspondencia con el papa Gregorio XI, a quien emplazaba a reformar la clerecía y la administración de los Estados Pontificios.
Durante el tiempo que duró la peste de 1374, Catalina acudió al socorro de los desgraciados, sin mostrarse jamás cansada y además operó algunos milagros. Poco después, el 1 de abril de 1375 en Pisa, Catalina recibió los denominados estigmas invisibles, de modo que sentía el dolor de las llagas, pero no eran visibles externamente.
En junio de 1376 Catalina fue enviada a Aviñón como embajadora de la República de Florencia, con el fin de lograr la paz de dicha república con los Estados Pontificios y el Papa. La profunda impresión que Catalina causó en el Papa le llevó al retorno a Roma el 17 de enero de 1377. 
Más feliz en otras ciudades de Italia, afirmó en ellas su fidelidad a la Santa Sede. Respondió a las cuestiones capciosas de algunos sabios y de varios obispos de un modo que los confundía. Tras grandes trabajos e inmensas dificultades, reconcilió a los florentinos con el papa Urbano VI, sucesor de Gregorio XI, colgando el 18 de julio de 1378 una rama de olivo en el palacio en señal de paz.
Se retiró luego a la más profunda soledad; pero de allí hubo de sacarla el Cisma de Occidente. Apoyó al papa romano Urbano VI, quien la convocó a Roma, donde vivió hasta su muerte el 29 de abril de 1380, a la edad de treinta y tres años. Fue sepultada en la iglesia de Santa Maria  Sopra Minerva en Roma; su cráneo fue llevado a la iglesia de Santo Domingo de Siena en 1384 y un pie se encuentra en Venecia. 
Entre los principales seguidores de Catalina, se encontraban su confesor y biógrafo, posteriormente general de los dominicos, fray Raimundo de las Viñas, de Capua (fallecido en 1399) y Estefano de Corrado Maconi (fallecido en 1424), quien fue uno de sus secretarios, y se convirtió luego en Prior General de los Cartujos. El libro de Raimundo sobre la vida de Catalina, la Leyenda, fue terminado en 1395. Una segunda versión de la vida de Catalina, el Suplemento, fue escrito unos años después por otro de sus seguidores, fray Tomás Caffarini (muerto en 1434), quien posteriormente escribió también la Leyenda Menor, libro que fue traducido al italiano por Estefano Maconi.

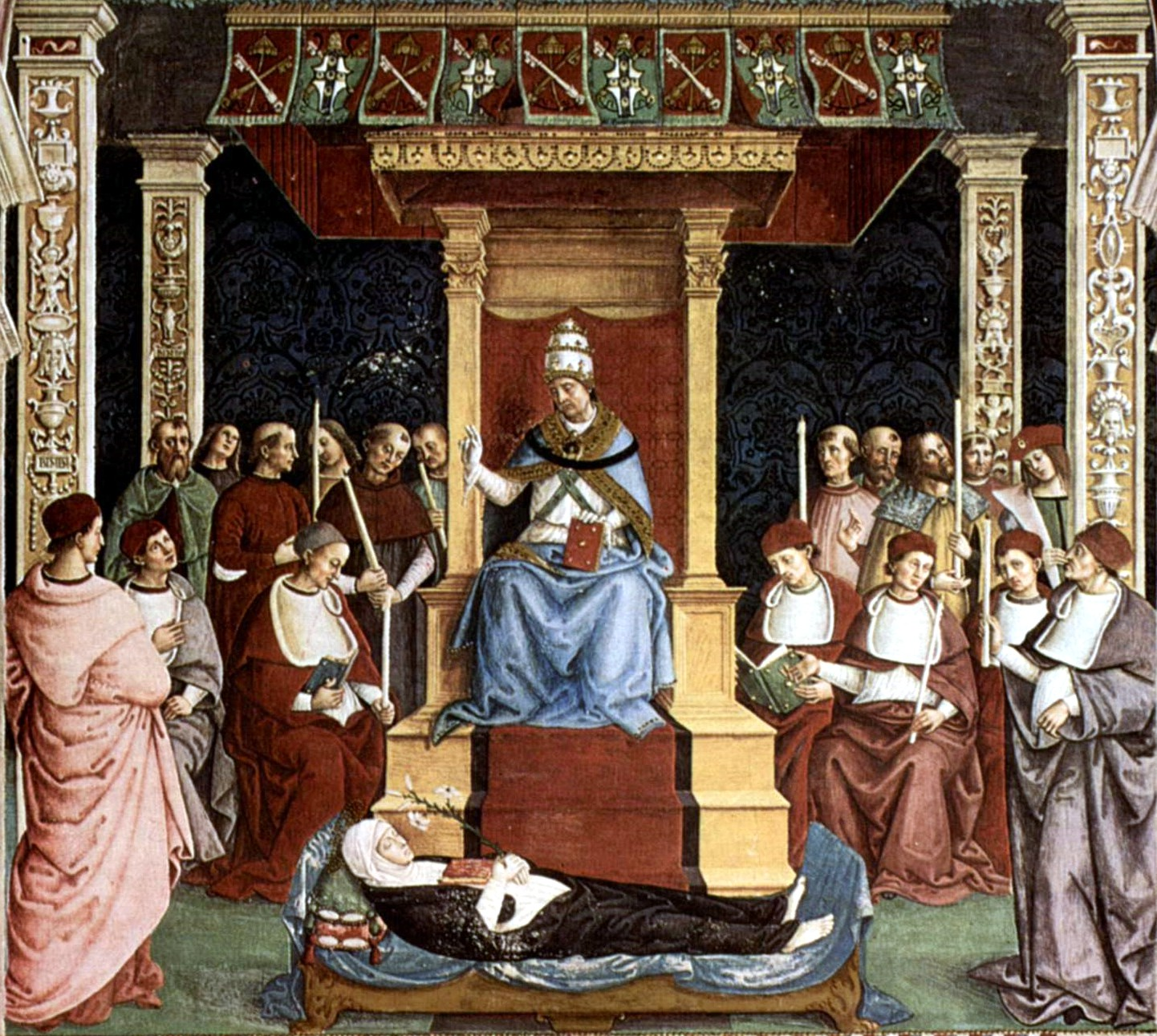
Canonización de Catalina, por el papa Pío II, obra de Pinturicchio.

Pío II la declaró santa en 1461. Inicialmente, se la conmemoraba el mismo día de su muerte, el 29 de abril. En 1628 Urbano VIII la movió al día siguiente, para no superponer la fiesta con la de san Pedro de Verona, hasta que en 1969 volvió a su fecha primitiva.
En 1939 Pío XII la declaró patrona principal de Italia, junto a san Francisco de Asís.
El 3 de octubre de 1970 Pablo VI le otorgó el título de Doctora de la Iglesia, y fue la segunda mujer en obtener tal distinción (después de santa Teresa de Jesús) (27 de septiembre de 1970 y antes de santa Teresita del Niño Jesús). En octubre de 1999, bajo el pontificado de Juan Pablo II con la carta apostólica Spes aedificandi, se convirtió en una de las santas patronas de Europa junto a santa Brígida de Suecia y santa Teresa Benedicta de la Cruz.
Otros credos
El nombre de Catalina de Siena figura también en el Calendario Luterano de Santos.

## Obra escrita

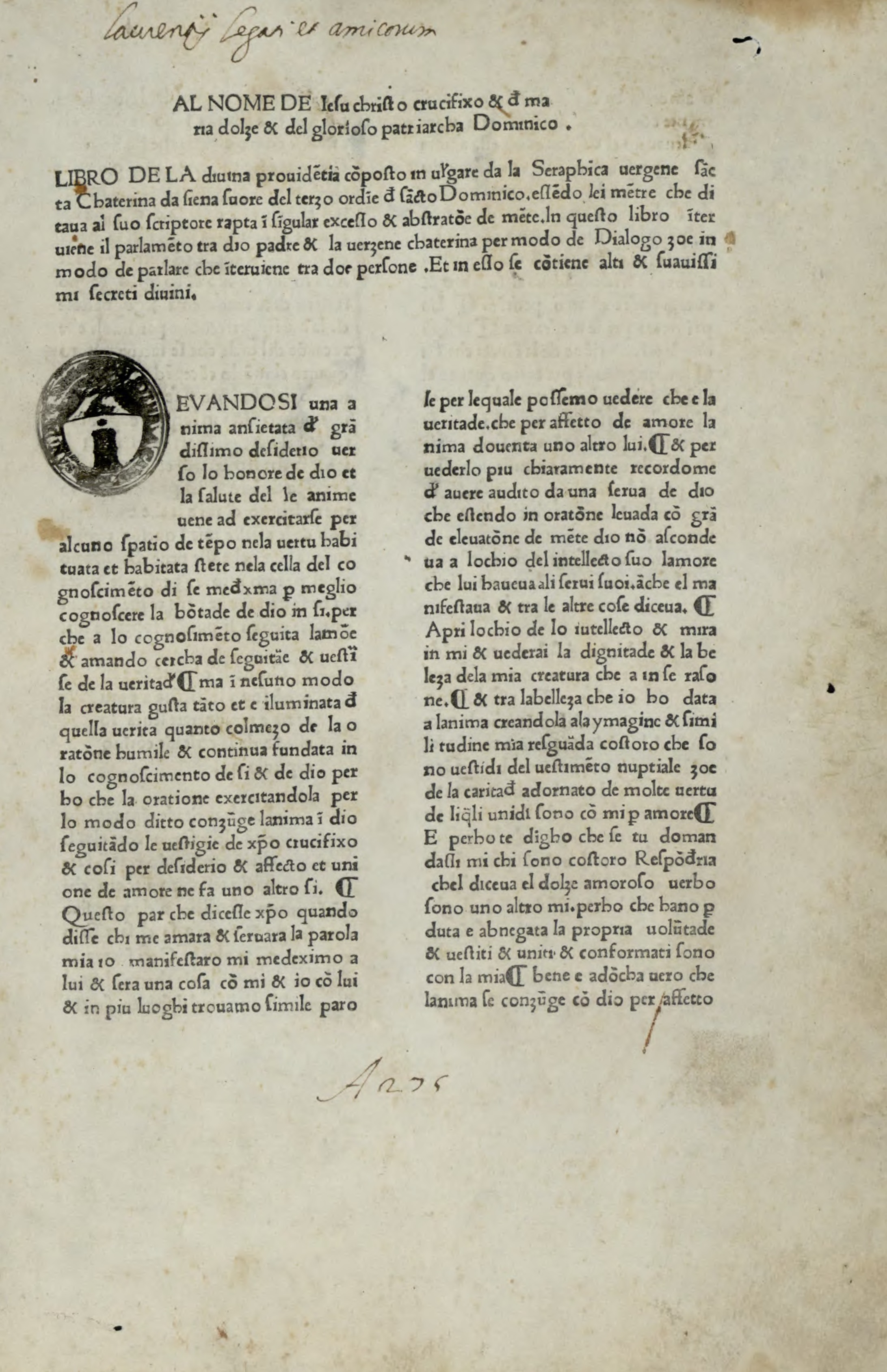
Libro della divina dottrina (Diálogo de la Divina Providencia), c. 1475

Santa Catalina dejó el Diálogo de la Divina Providencia, llamado simplemente Diálogo, escrito durante cinco días de éxtasis religioso, del 9 al 14 de octubre de 1378. Se trata de 26 oraciones y 381 cartas. El texto es considerado como un importante testimonio de la literatura toscana vernácula.[cita requerida]

## Santuarios en su honor
Los principales templos en honor de santa Catalina de Siena relacionados con su vida son:
- Basílica de Santa Maria sopra Minerva en Roma: Lugar en donde se conserva su cuerpo.
- Basílica de Santo Domingo en Siena: En este templo se conserva la cabeza incorrupta de santa Catalina de Siena.
- Santuario de Santa Catalina en Siena: Complejo de edificios religiosos construidos alrededor de la casa natal de santa Catalina.

### Otros
- Antiguo Convento de Santa Catalina de Siena en Aldeanueva de la Vera: fundada por los dominicos en 1445 en la comarca donde se retiró y falleció Carlos V.[17]
- Iglesia dedicada a santa Catalina de Siena en Chile[18]
- Convento de Santa Catalina de Siena en San Cristóbal de La Laguna (Tenerife, España)
- Plaza e Iglesia de Santa Catarina en Coyoacán, Ciudad de México.
- Iglesia y Monasterio de Santa Catalina de Siena en Córdoba Argentina. Se fundó en 1613 y es considerado el primer monasterio del país y la primera comunidad religiosa femenina de Argentina (monjas dominicas o monjas catalinas).
- Monasterio de Santa Catalina de Siena en Buenos Aires, Argentina.
- Monasterio de Santa Catalina en Arequipa, Perú.
- Templo de Santa Catalina de Siena en la Ciudad de México.
- Parroquia de Santa Catalina de Siena en Madrid.
- Conservatorio de Las Rosas, originalmente Convento Dominico de Santa Catalina de Siena fundado en 1595 en Morelia.
- Iglesia de Santa Catalina de Siena conocida como Las Monjas construida entre 1729 y 1737 en Morelia.

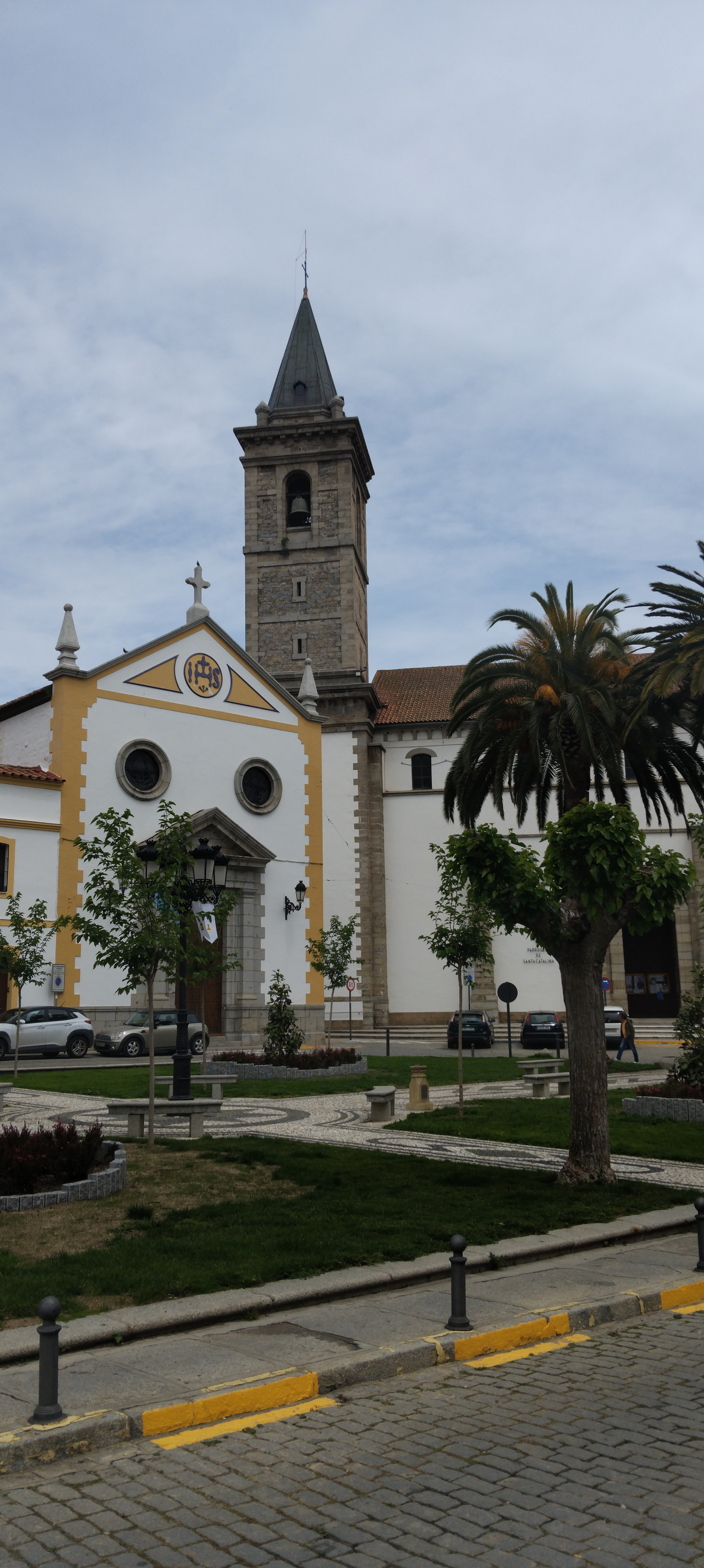
Santa Catalina. Mayo 2025